# 合肥滨湖国家森林公园

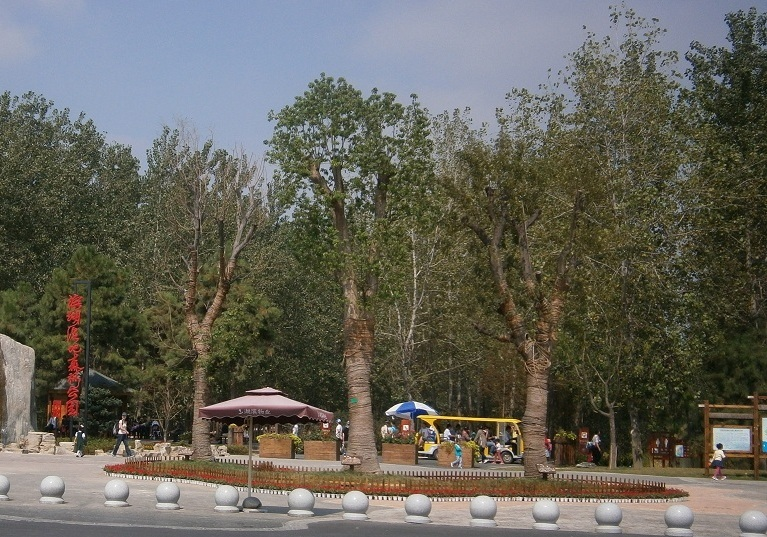
合肥滨湖湿地森林公园大门

合肥滨湖湿地森林公园，位于中国安徽省合肥市包河区大张圩附近，靠近巢湖北岸南淝河入湖口。2013年底，滨湖湿地森林公园成为合肥市第4个国家级森林公园。滨湖湿地森林公园总面积10.72平方公里，其中水域湿地面积2.63平方公里。公园内树木广植，有杨树、水杉、女贞等树种。
2012年9月30日，滨湖湿地森林公园一期开放。2013年4月29日，滨湖湿地森林公园二期开放。